# 李瑞冰
李瑞冰，前香港亞洲和無線電視新聞記者、主播及港鐵公關，現任中文大學講師。
李瑞冰畢業於香港中文大學新聞與傳播學系，於1989年，調任亞洲電視新聞主播，於1993年於無綫電視新聞部擔任中文主播及記者，曾主持《六點半新聞報道》、《午間新聞》及《香港早晨》。1995年重返亞視, 直至1998年正式離開主播，她開始調任九鐵公關，到了2007年被地鐵合併後，已改為港鐵貨運經理至2010年7月，而她因應貨運服務取消而離職，現於中文大學從事講師工作。
值得留意的是，她在1994年，在有關報導新聞時候，她開始感觸流淚，相信報導六四事件有關。

## 相關連結
- 徐忠明過檔地鐵（有關李瑞冰）